# Otão I da Áustria
Otão, o Feliz (Viena, 23 de julho de 1301 — 17 de fevereiro de 1339) foi duque da Áustria e o filho mais novo de Alberto I da Germânia e de Isabel de Gorizia-Tirol.

## Biografia
Teve quatro irmãos que governaram na Áustria: Rodolfo, Leopoldo, Frederico e Alberto. Rodolfo sucedeu ao pai em 1298. Morre em 1307 e é sucedido pelos irmãos Frederico e Leopoldo. Leopoldo falece em 1326 e Frederico governa sozinho até 1330, data da sua morte. Foi aí que Otão conseguiu ascender ao poder, com o irmão Alberto.
Após a morte de Henrique da Caríntia, o sacro-imperador Luís IV deu a Caríntia e a parte sul do Tirol como propriedade imperial, a 2 de Maio de 1335, em Linz. Otão foi entronizado como duque, de acordo com o velho rito caríntio em Zollfeld, e, a partir daí, negligenciou o governo do ducado da Áustria, centrando-se apenas no ducado da Caríntia.
Otão fundou a Abadia de Neuburgo, na Estíria e a Capela de São Jorge na Igreja Augustina em Viena. Em Fevereiro de 1335, le casou-se com Ana, irmã do sacro-imperador Carlos IV em Znojmo. Em 1337, Otão fundou a ordem militar Societas Templois para a cruzada contra os prussianos e lituanos pagãos. O seu cognome, o Feliz refere-se à vida festiva na sua corte.
Otão faleceu na Estíria em 1339. O seu filho e sucessor foi Leopoldo II. Porém, tanto Leopoldo como o seu irmão Frederico faleceram em 1344, antes da maturidade, o que extinguiu a sua descendência. O seu irmão Alberto passou a governar sozinho até à sua morte, em 1358, e foi a sua descendência que se manteve.

## Casamento e descendência
A 15 de Maio de 1325, Otão casou-se com a sua primeira esposa, Isabel da Baviera. Ela era filha do duque Estêvão I da Baviera e de Juta de Schweidnitz. Eles tiveram a seguinte descendência:
- Frederico II de Habsburgo (10 de Fevereiro de 1327 – 11 de Dezembro de 1344), governa com o seu irmão mais novo.[nt 1]
- Leopoldo II, Duque da Áustria (1328 – 10 de Agosto de 1344), governa com o seu irmão mais velho.[nt 1]

Isabel faleceu a 25 de Março de 1330. Otão manteve-se viúvo até 16 de Fevereiro de 1335, quando casou com a sua segunda esposa, Ana da Boêmia. Ela era filha de João I da Boémia e da sua primeira esposa Isabel da Boémia. Eles não tiveram descendência. Ana faleceu a 3 de Setembro de 1338.
Otão teve quatro filhos ilegítimos, que também aparecem nas genealogias. A identidade das suas mães é desconhecida:
- Otão
- Leopoldo
- João
- Leopoldo